# オーストラリアトビバッタ
オーストラリアトビバッタ（濠太剌利飛飛蝗、学名: Chortoicetes terminifera）は、オーストラリアに生息するバッタ科のバッタ。時々、群れを作って大規模な移動をする。

## 特徴
成虫はオスが体長25 - 30ミリメートル、メスが30 - 42ミリメートルである。体色は灰色、茶色、緑色などがみられる。後翅の先端が褐色になっているのが特徴である。メスは腹の先端に産卵管を持つため尖っており、オスは丸みを帯びている。

## 生態

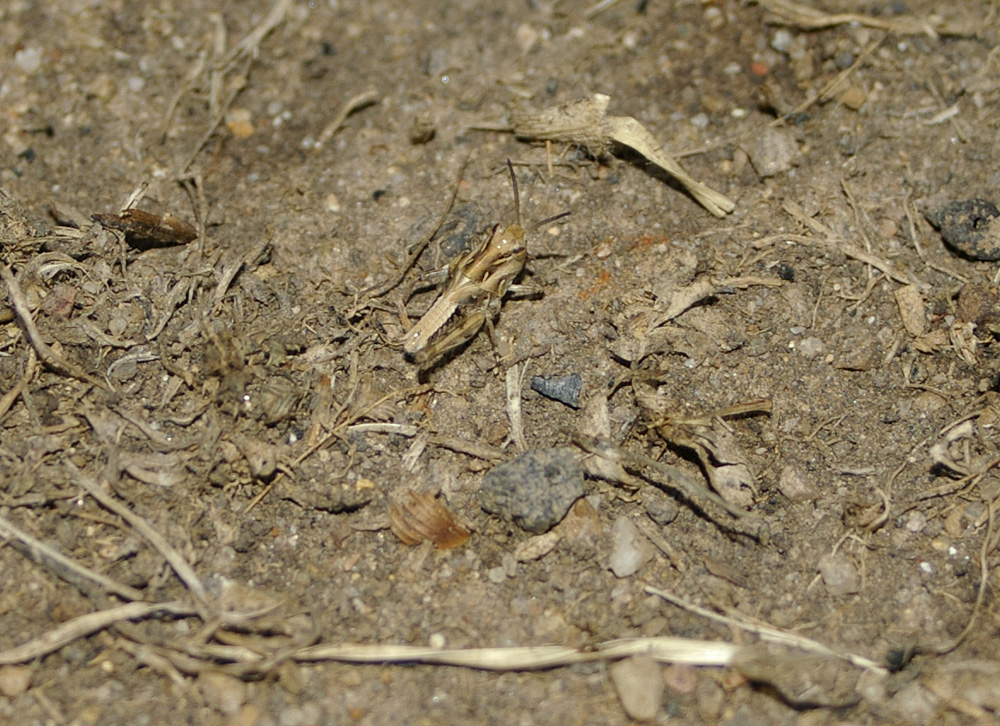
オーストラリアトビバッタの幼虫

沿岸部を除くオーストラリアのほぼ全域に生息し、草原などを好む。
通常状態 (孤独相) の成虫は、5 - 10メートル飛ぶことができる。敵から逃げるために飛んだ場合には、着地したあとくるりと回って敵と対面する。
気温15 ℃を下回ると活動できなくなるため、卵の状態で越冬する。ニューサウスウェールズ州南部では3月初め、ニューサウスウェールズ州中央部では3月末、クイーンズランド州では4月半ば頃から越冬のための産卵が始まる。メスは1回に50個ほどの卵を2 - 3個の卵鞘に分けて産む。腹部の大部分を地面に埋め込んで、地表から3 - 5センチメートルの場所に生む。産卵場所として不適の場合には、穴だけ開けて卵を産まないこともある。夏場であれば2週間ほどで孵化し、1年の間に何回か世代交代する。このバッタは通常は5齢、乾燥や低温の場合にはまれに6齢で成虫となる。成虫になるまでには通常6 - 8週間かかる。1齢での死亡率が高く、乾燥がひどいと死んでしまう。成虫になると、1日で500メートル移動することが可能である。

## 飛蝗現象
時々、相変異をして群生相と呼ばれる体に変わり、群れとなって移動する。主に夜間に移動する。移動距離は大きく、時にはオーストラリア本島を飛び出て、タスマニア島北部にまで達することがある。
住んでいる場所が乾燥して餌となる草がなくなると、移動を始める。ただし、長距離を移動するためには、それまでの食事で脂肪を蓄えている必要があり、それだけの草地が存在するにはおおむね降水量40ミリメートル以上が必要とされる。移動先で雨が降っていればそこで休止する。そのため、乾燥状態が続くと繁殖は止まる。
群れは高度30メートルぐらいのところを飛び、1日の移動距離は通常3キロメートル、多くても20キロメートル程度である。1週間ほど移動を続けることが多い。時には高度1000メートルに達することもあるが、気温が20 ℃を下回ると飛行できなくなるためにそれ以上の高度を飛ぶことはない。

## 農被害
オーストラリアトビバッタが与える農被害、いわゆる蝗害は、おおむね牧草地に対してである。通常は活動範囲が穀倉地帯と離れているため、これらに被害を与えることは少ない。ただし、乾燥状態が酷い時などには穀倉地帯を襲うこともあり、対策を施さなければ被害は数百万ドルにも達することもある。
2000年12月には駆除のため5,050平方キロメートル (日本の千葉県と同じぐらい) の土地に殺虫剤が使用され、クイーンズランド州政府の環境保護局 (Environmental Protection Agency) などにより殺虫剤フェニトロチオンとフィプロニルが環境に与える影響の調査が行われ、おおむね問題ないことが確認されている。